# Закаменск
Зака́менск (бур. Захаамин хото) — город районного значения в России, административный центр Закаменского района Республики Бурятия и городского поселения «Город Закаменск». С 2015 года город имеет звание «Город Трудовой Доблести и Славы».
Население — 10 928 чел. (2024).
Муниципальное образование городское поселение город Закаменск включено в перечень монопрофильных муниципальных образований Российской Федерации (моногородов) в категорию муниципальных образований со стабильной социально-экономической ситуацией.
Расположен вблизи пограничной зоны — для его посещения необходимо предъявить паспорт гражданина Российской Федерации или разрешение пограничной службы.

## История
История города тесно связана с историей открытия и разработки месторождений вольфрама и молибдена в Джидинском рудном узле и производством вольфрамового и молибденового концентрата на Джидинском горно-обогатительном комбинате.
В 1929 году доктор геолого-минералогических наук А. В. Арсеньев сделал обоснование о наличии в Закаменском аймаке Бурят-Монгольской АССР коренного вольфрамового месторождения.
9 июля 1932 года геологоразведочная партия под руководством М. В. Бесовой вскрыла первую кварцевую жилу с крупными кристаллами вольфрамита в пади Гуджирка, открыв Джидинское вольфрамовое месторождение.

### Горняцкий посёлок
2 марта 1933 года образован рабочий посёлок Городок.
11 октября 1934 года наркомом тяжёлой промышленности СССР Серго Орджоникидзе был подписан приказ об открытии Джидастроя, было положено начало строительству Джидинского вольфрамо-молибденового комбината. Первоначально рабочий посёлок расположили на месте села Модонкуль, находившегося у впадения реки Модонкуль в Джиду.
В 1935 году было выбрано место для основания рабочего посёлка Джидастрой — между посёлком Модонкуль и рудником Инкур, в обширной черёмуховой роще. Уже осенью была проложена дорога, построены дома, столовая, магазин и баня. В следующем году возводились дома барачного типа для рабочих. В том же году построен мост через реку Джиду, начала завозиться тяжёлая техника, оборудование, запускается рудник Холтосон. Открыто молибденовое оруденение на Первомайском участке. Доля местного вольфрама составила 65 % от добычи по всей стране.
В 1938 году посёлок Джидастрой официально получил статус посёлка городского типа. В 1939 году была введена в эксплуатацию горно-обогатительная фабрика и рудник Холтосон. В 1941 году построена узкоколейная железная дорога, создан молибденовый рудник Первомайский. Уже в следующем году начала работу молибденовая обогатительная фабрика. Окончательно сформировался горно-обогатительный комбинат. Началась Великая Отечественная война, Тырныаузский горно-обогатительный комбинат оказался оккупирован, в результате чего местный комбинат становится основным поставщиком вольфрама в стране.
С 13 февраля 1941 года дальнейшее строительство Джидакомбината передаётся в ведение НКВД СССР. Организуется Джидинлаг, пополнение рабочей силы стало производиться за счёт заключённых.
Начиная с марта 1943 года в Джидастрой прибывают мобилизованные на исправительно-трудовые работы депортированные немцы, переселённые ранее, в основном женщины. Заняты они на добыче и промывке рудного концентрата и лесозаготовках.

### Городок
В 1944 году посёлок Джидастрой получил статус города и новое название «Городок». Появился театр, детские сады, развивалась сфера услуг. В 1949 году Джидинлаг преобразован в ЛО УИТЛК МВД Бурят-Монгольской АССР. Сам Джидакомбинат ещё в 1945 году передан в ведение Народного комиссариата цветной металлургии СССР. Тогда же туда прибыла большая группа японских военнопленных. В комбинате трудилось большое количество вольнонаёмных работников, но количество привлечённых к работам заключённых по-прежнему было больше. В 1953 году Джидлаг был ликвидирован, что вызвало резкое сокращение численности работников комбината. Для восполнения кадров требовался набор специалистов в других регионах, что занимало много времени.

### В послевоенный период
В 1959 году город переименован в Закаменск. В течение 1950-х появилось уличное освещение, построены благоустроенные 3-4-этажные дома, открыт горный техникум и комбинат бытового обслуживания.
2 апреля 1963 года Закаменск преобразован в город республиканского подчинения. Горсовету подчинены пгт Баянгол, Инкур и Холтосон.
13 января 1965 года город Закаменск и пгт Инкур из республиканского подчинения переданы в Закаменский район. Город Закаменск стал районным центром.
В 1967 году был построен и сдан в эксплуатацию дворец культуры с залом на 600 мест. В 1973 году закрыт рудник Первомайский в связи с полной отработкой месторождения. В 1974 году построен новый мост через реку Джиду и здание аэровокзала. В 1983 году появился кинотеатр «Горняк» на 400 мест. В 1989 году комбинат признан победителем во Всесоюзном социалистическом соревновании с занесением на Всесоюзную доску почёта ВДНХ СССР. В 1990 году построено здание школы № 5 на 1500 учащихся.

### Постсоветское время

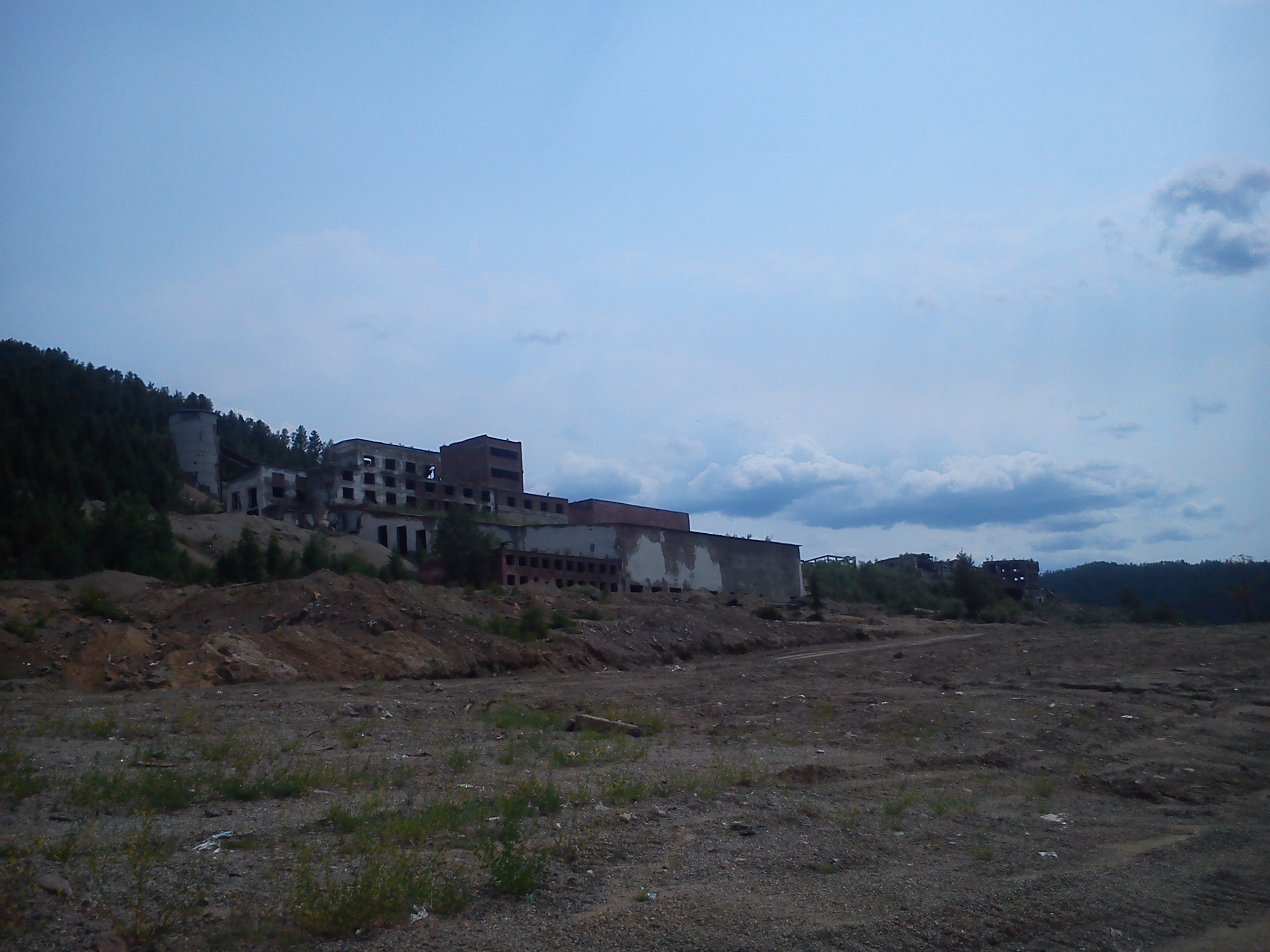
Заброшенные цеха Джидакомбината

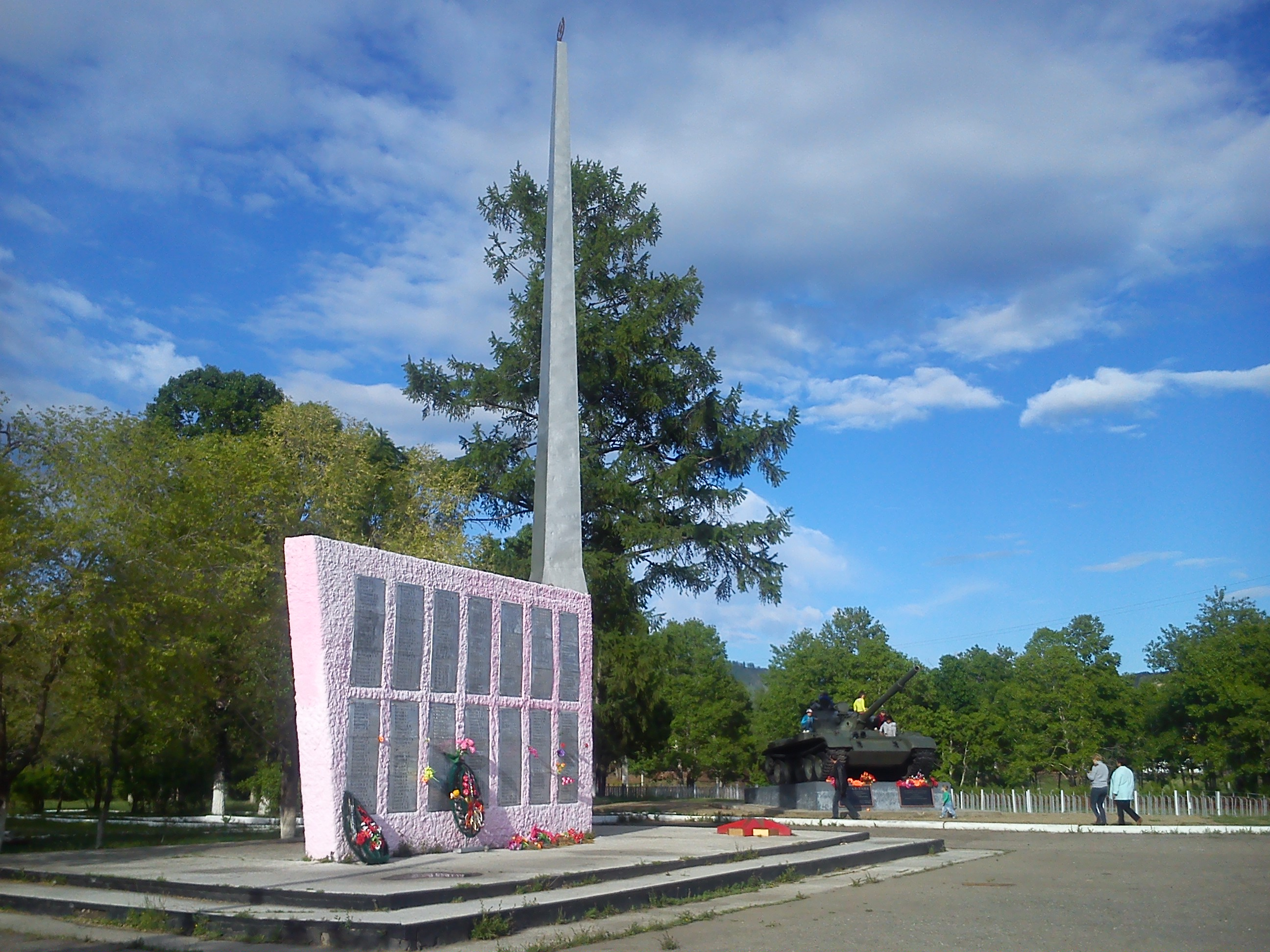
Мемориал Победы в 2015 году

27 октября 1992 года комбинат преобразован в АООТ «Джидинский комбинат». В связи с конверсией военной промышленности объём производства сокращается на 70 %.
На 1995 год производство вольфрама в сравнении с 1989 годом снизилось в 4 раза. Госкомрезерв продаёт 13500 тонн вольфрама по демпинговым ценам, в следующем году Казахстан также продаёт 10 000 тонн вольфрама. Цены на мировом рынке снизились на треть, реализация сократилась в 2,2 раза, в результате затраты в полтора раза превышают себестоимость продукции. Таким образом, необдуманные действия правительства в условиях отсутствия господдержки поставили предприятие в безвыходное положение.
26 февраля 1998 года Джидинский вольфрамо-молибденовый комбинат прекратил своё существование.
В 2006 году ООО «Закаменск» начало работы по добыче россыпного вольфрама на Инкурском месторождении. Позднее, получив лицензии на разработку хвостохранилищ, оно заказало разработку технологии добычи металла из лежалых песков. В 2008 году было запущено в эксплуатацию предприятие по переработке отходов работы Джидинского ВМК, которое извлекает вольфрам с попутным золотом и серебром. Позднее, в 2010 году, компания «Твердосплав» выиграла конкурс на пользование недрами в районе Холтосонского и Инкурского месторождений, запланировав в ближайшие годы построить новый горно-обогатительный комбинат.
В мае 2014 года был открыт универсальный спортивный комплекс «Тамир».
5 мая 2015 года город Закаменск получил звание «Город Трудовой Доблести и Славы». 7 мая того же года в торжественной обстановке в сквере Победы был установлен на постамент танк Т-62К «Генерал-танк» в честь ветеранов тружеников тыла Джидинского вольфрамо-молибденового комбината.

## География

### Физико-географическое положение

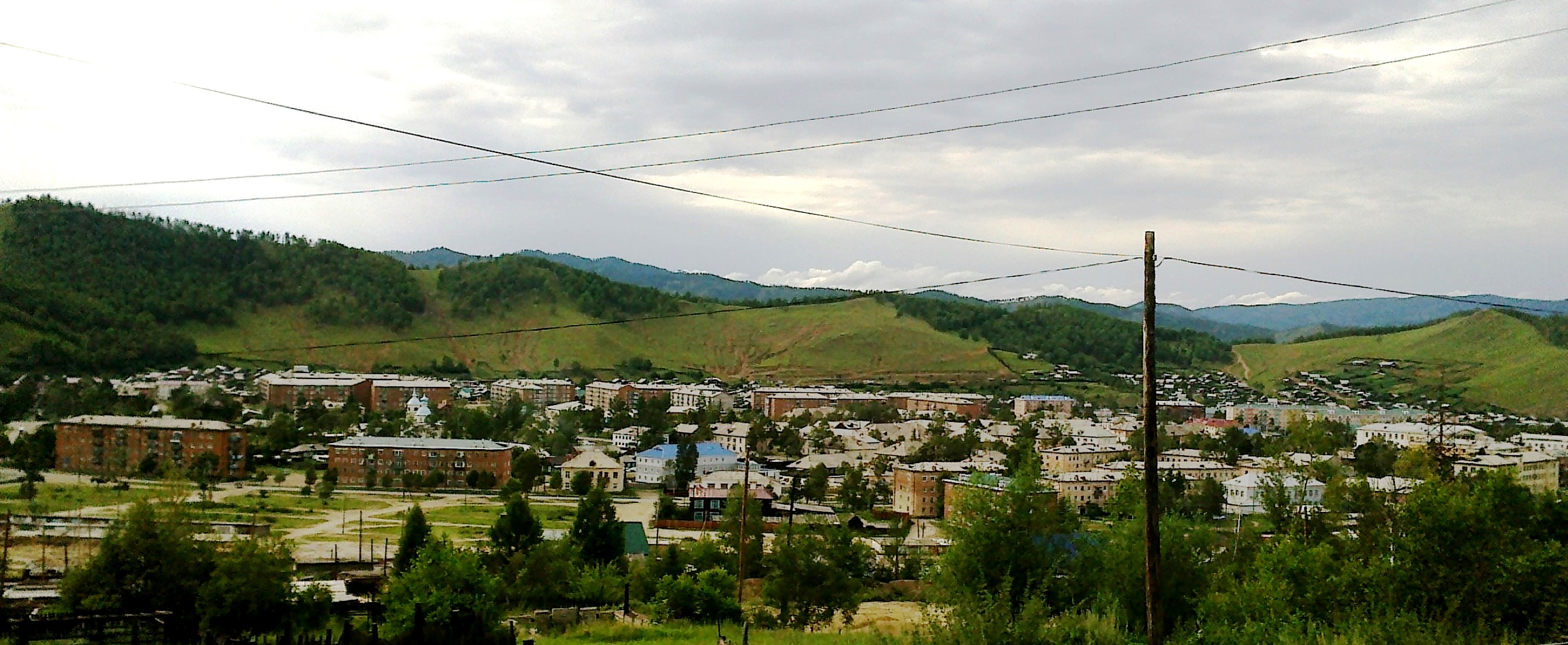
Закаменск. Вид с горы.

Город находится на юго-западе Бурятии вблизи государственной границы с Монголией, в 404 км от Улан-Удэ, в центральной части Джидинского хребта. Расположен в горно-таёжной местности долины реки Модон-Куль — правого притока реки Джида. Высота днища горной долины около 1100 м над уровнем моря, вплотную к городу примыкают средневысотные горы с абсолютными отметками 1300—1400 м.

### Экология
Город расположен в горнотаежной зоне, удалён от прочих промышленных центров, в долине небольшого водотока, берущего начало в Монголии. Тем не менее, экологическая обстановка на большей части территории города и окрестностях крайне неблагоприятная. В экологическом отношении территория Закаменска и бывшего Джидинского вольфрамо-молибденового комбината является самой неблагополучной частью Байкальской природной территории.

#### Экологические проблемы

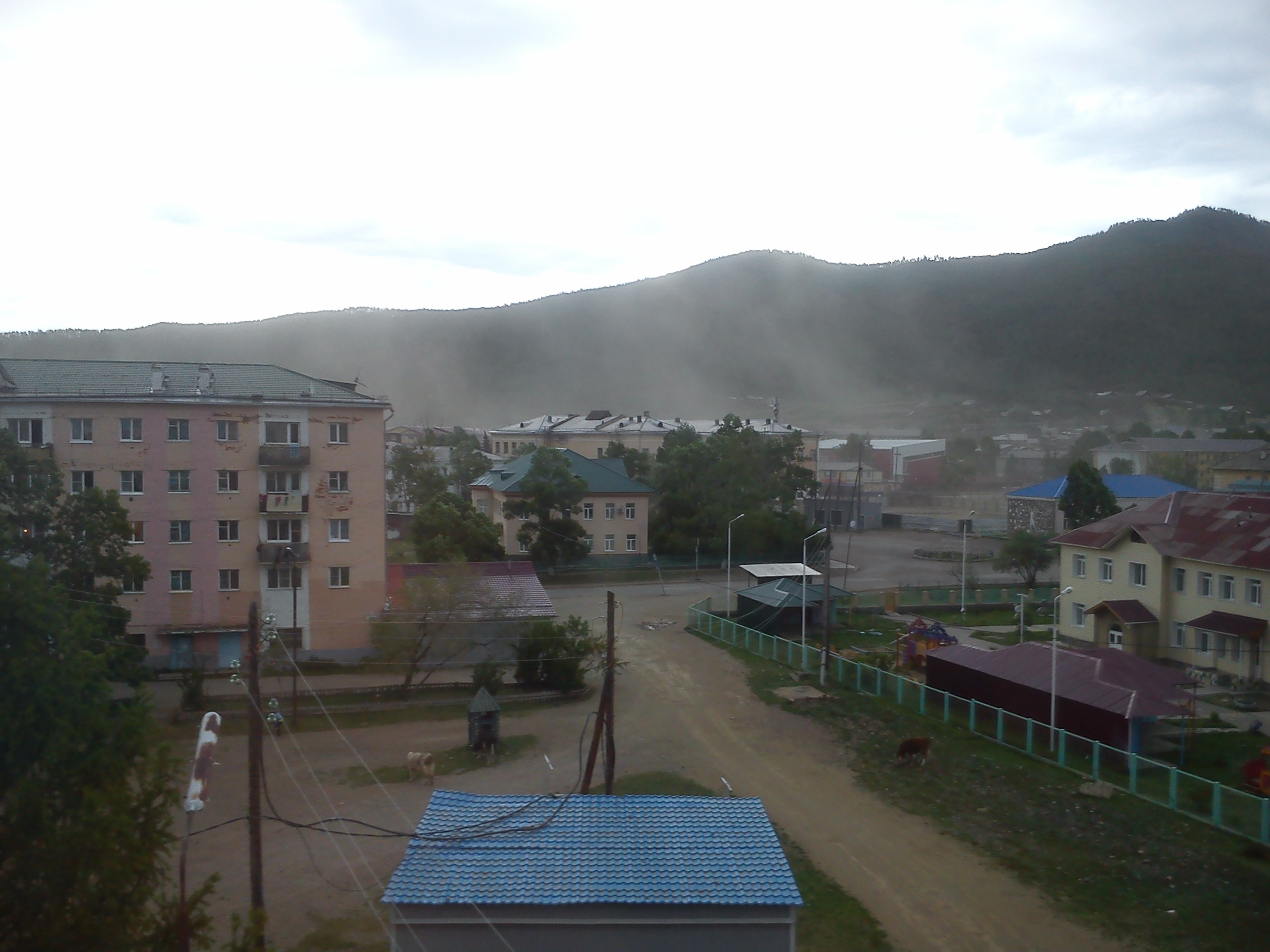
Пыльная буря перед грозой

Джидинский комбинат является загрязнителем всех компонентов природной среды. В рудах, которые разрабатывались вольфрамо-молибденовым комбинатом, содержатся химические элементы, относящиеся к различным классам опасности: к I классу — кадмий, свинец, цинк, фтор; ко II классу — молибден, кальций; к III классу — бериллий, вольфрам, висмут рубидий, цезий; кроме того, разрабатывались породы с высокими содержаниями сульфидов. При обогащении вольфрамо-молибденовой руды методом флотации применялись токсичные реагенты — керосин, серная кислота, ксантогенат, сосновое масло, жидкое стекло и др., которые также накопились в хвостохранилищах. Всего же за период работы Джидинского вольфрамо-молибденового комбината образовалось 44,5 млн тонн отходов. Частично техногенные отходы использовались для отсыпки дорог, площадок города, строительства домов. В процессе ветрового разноса, переноса и размыва поверхностными и подземными водами грунты, растительность, воздух, подземные и поверхностные воды и оказались заражены токсичными соединениями.

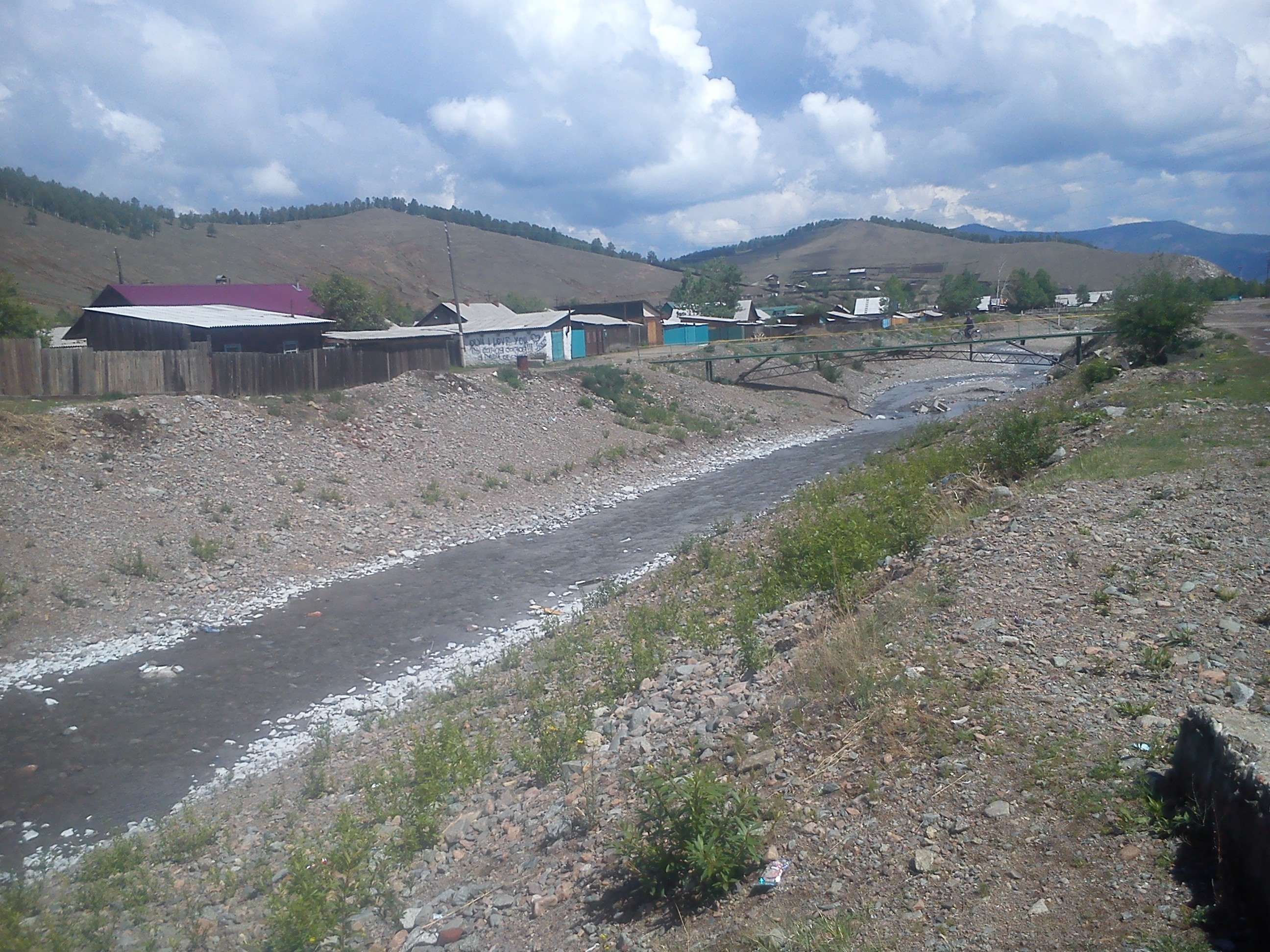
Река Модонкуль

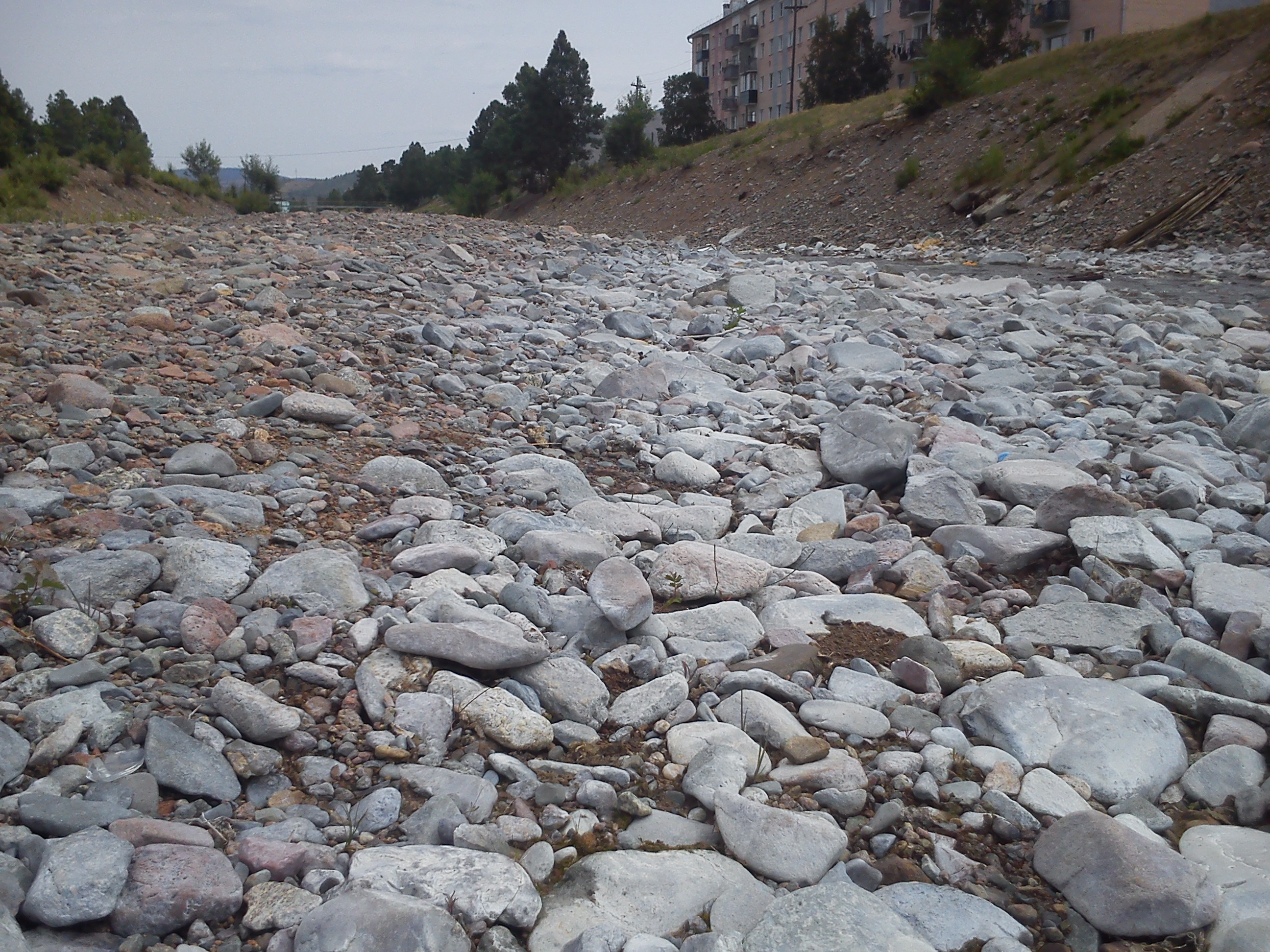
Гальки в русле реки Модонкуль, покрытые коркой солей.

Основными источниками загрязнения являются техногенные пески хвостохранилищ отходов работы обогатительных фабрик закрывшегося Джидакомбината, и рудничные, штольневые, карьерные, подотвальные воды ручьёв Гуджирка, Инкур и штольни «Западная», содержащие водорастворимые формы рудных элементов, и загрязняющие через поверхностный и подземный сток почвы на территории города и воды рек Модонкуль и Мыргеншено. Наибольшим загрязнением характеризуются рудничные воды и хвосты. В рудничных водах превышение ПДК некоторых элементов (Cd, Pb, Zn, F, Cu, W, Mn и др.) из I—III класса опасности вблизи источников загрязнения достигает десятки и сотни раз, в хвостах содержание тяжёлых металлов достигает 100 и более ПДК, по показателям суммарного геохимического загрязнения состояние почв пригородов и самого города оценивается опасное, местами как чрезвычайно опасное.
Площадь экологически неблагополучной территории составляет 867 га, в том числе 487 га в Закаменске (68,53 % от территории города), 380 га — горные выработки и отвалы вскрышных пород.
На территории самого города по суммарному показателю загрязнения химическими элементами (Cu, Zn, As, Pb, Mo, W, Cd, Sb) выделяются:
— зона экологического бедствия площадью 281,3 га (39 % территории города)
— зона чрезвычайной экологической ситуации площадью 205,8 га (29 % территории города).
Ситуацию усугубляет крайне неудачное расположение первого хвостохранилища, закрытого в 1958 году — на возвышенности, на окраине города. В результате во время дождей тяжёлые металлы мигрируют с ливневыми и грунтовыми водами через густонаселённые районы города, заражая правобережье города потоками рассеяния водорастворимых соединений металлов. Также, при сильном ветре нередки пыльные бури, сформировавшие хвост рассеяния техногенных песков вдоль подножия горы протяжённостью 15 км.
В итоге речка Модонкуль является одним из самых загрязнённых водных объектов на территории Байкальского региона. Исследования выявили

#### Мероприятия по ликвидации источников экологических проблем

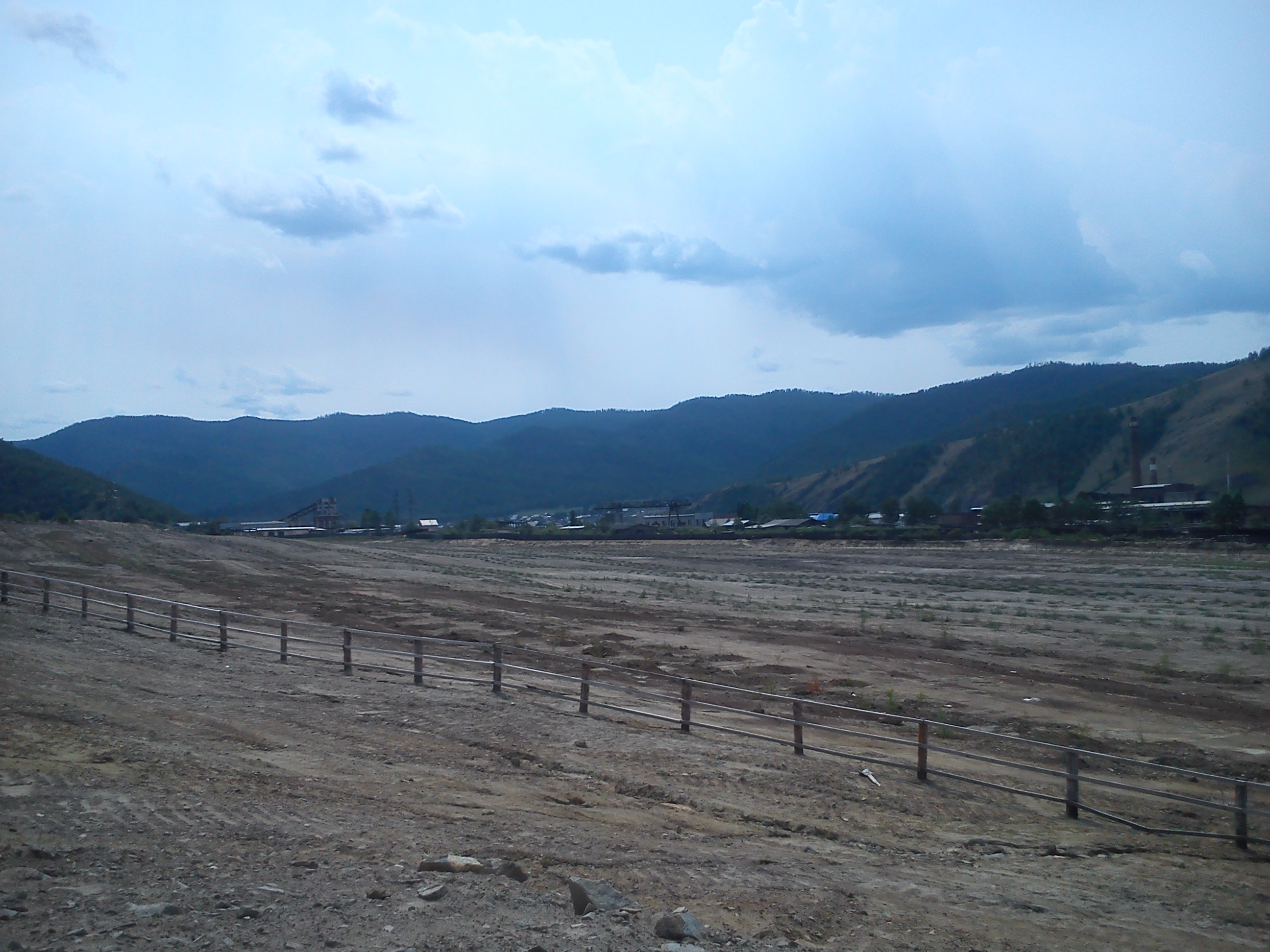
Территория ликвидированного хвостохранилища

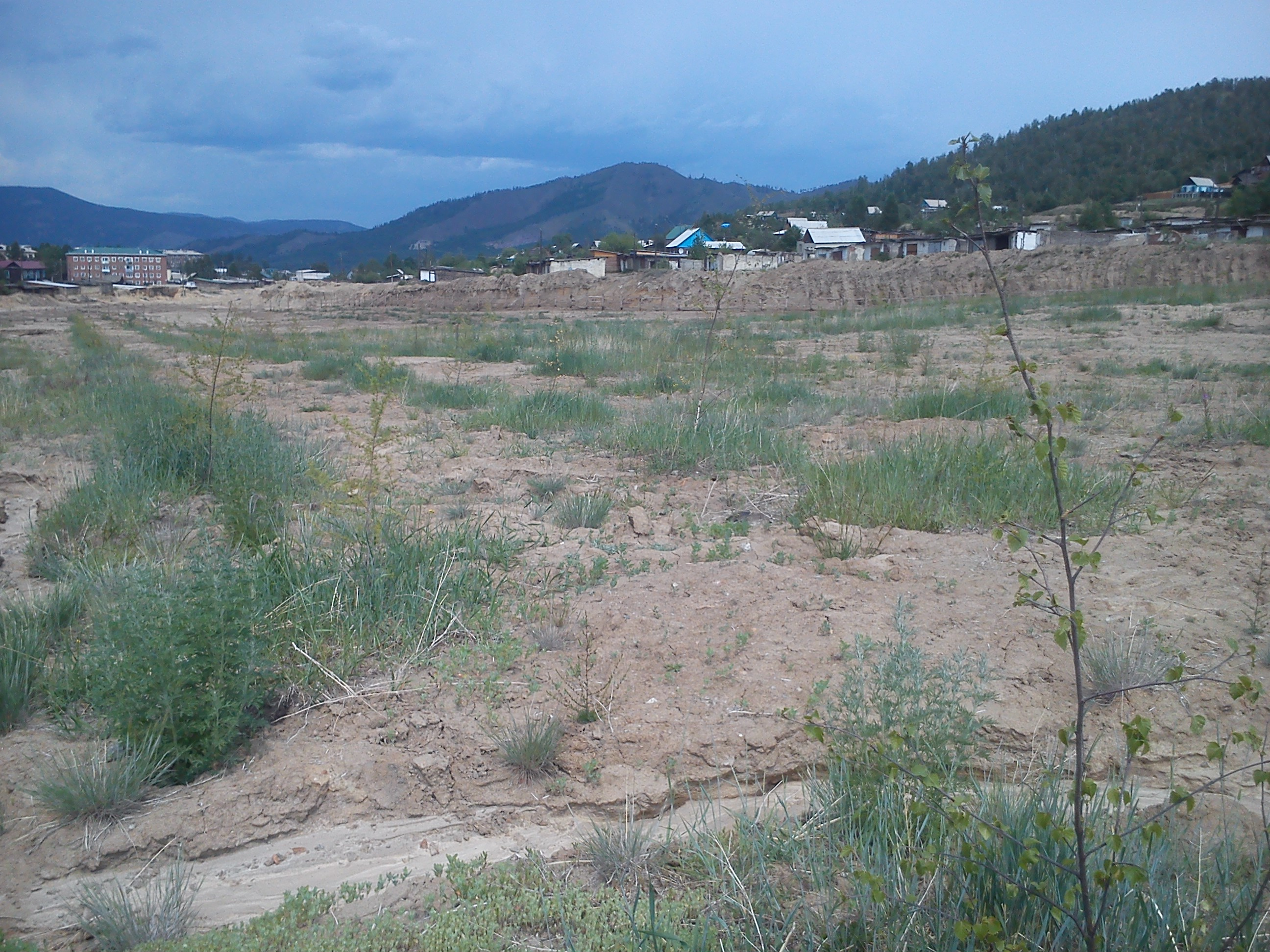
Рекультивация на территории ликвидированного хвостохранилища

Рабочий вариант проекта «Ликвидация негативных воздействий техногенных хвостов Джидинского вольфрамо-молибденового комбината в Закаменском районе Республики Бурятия» (первая очередь) разработан ещё в 2007 году по заказу Госкомприроды республики. В 2010 году вопрос о ликвидации хвостохранилища власти республики внесли в качестве предложения в Федеральную целевую программу «Охрана озера Байкал и социально-экономическое развитие Байкальской природной территории». Федеральные власти запланировали выделить 4 млрд рублей на мероприятия по проекту до 2020 года. Данный проект будет пилотным для федеральной целевой программы по ликвидации накопленного экологического ущерба.
В рамках республиканской программы «Экологическая безопасность в республике Бурятия на 2009—2011 годы и на период до 2017 года» с привлечением федерального и регионального источников финансирования была начата реализация мероприятий первого этапа проекта «Ликвидация экологических последствий деятельности Джидинского вольфрамо-молибденового комбината». Конкурс на исполнение работ по этому проекту был выигран ЗАО «Закаменск», в ходе его исполнения были перемещены породы Джидинского хвостохранилища объёмом 3,2 млн тонн, покрывавшие площадь 452 га, в отвал в пади Барун-Нарын с целью их дальнейшей переработки на обогатительной установке ЗАО «Закаменск».
Исполнителем по государственному контракту по «второй очереди мероприятий по ликвидации экологических последствий деятельности Джидинского вольфрамо-молибденового комбината в Закаменском районе Республики Бурятия» в 2011 году стал ООО «Гидроспецстрой». В проект второго этапа работ не была включена программа по медицинской и социальной реабилитации населения, что привело к бурной общественной дискуссии. В результате правительство Бурятии пообещало выделить средства на медицинские исследования по оценке состояния здоровья населения Закаменска. Координировать эту работу будет Бурятский филиал ФБГУ СО РАМН «Научный центр проблем здоровья, семьи и репродукции человека».
В ходе выполнения работ второго этапа будет продолжен вывоз техногенных отходов с Джидинского хвостохранилища, строительство нескольких комплексов очистных сооружений вблизи города и рудников для очистки ливневых, шахтных, рудничных и подотвальных вод, противоэрозионные мероприятия, снос заброшенных зданий и сооружений комбината, биологическая рекультивация на площади 613,8 га, в том числе в черте города, будет вестись систематический мониторинг экологической обстановки.
В 2016 году были обнародованы первые результаты комплексных медико-социологических и биогеохимических исследований, проведённых научными специалистами «Федерального научного центра медико-профилактических технологий управления рисками здоровью населения» Роспотребнадзора. В ходе научных исследований была проведена гигиеническая оценка качества объектов окружающей среды (атмосферный воздух, почва, питьевая вода, пищевые продукты), оценено состояние здоровья детского и взрослого населения города Закаменска и села Михайловка, проведён анализ статистических данных и научных публикаций.
Исследования источников питьевой воды выявили превышение норм по Fe, Ni,Cd и Pb в пробах из колодцев. Вода в системе централизованного водоснабжения соответствует гигиеническим требованиям, в частных скважинах зафиксировано превышение ПДК по содержанию Fe. Почвы, по их данным, интенсивно загрязнены, но при анализе проб местной плодово-овощной, молочной и мясной продукции аномалий не выявлено. Мониторинг запылённости атмосферного воздуха выявил нерегулярное запыление воздушной среды, в части проб зафиксированы содержания тяжёлых металлов, не превышающие предельно допустимых концентраций. Заявляется, что существуют риски развития онкологических заболеваний у местного населения. В итоге учёные подтвердили наличие экологических проблем, но не характеризуют сложившуюся ситуацию как экологическое бедствие или экологическую катастрофу.

## Население

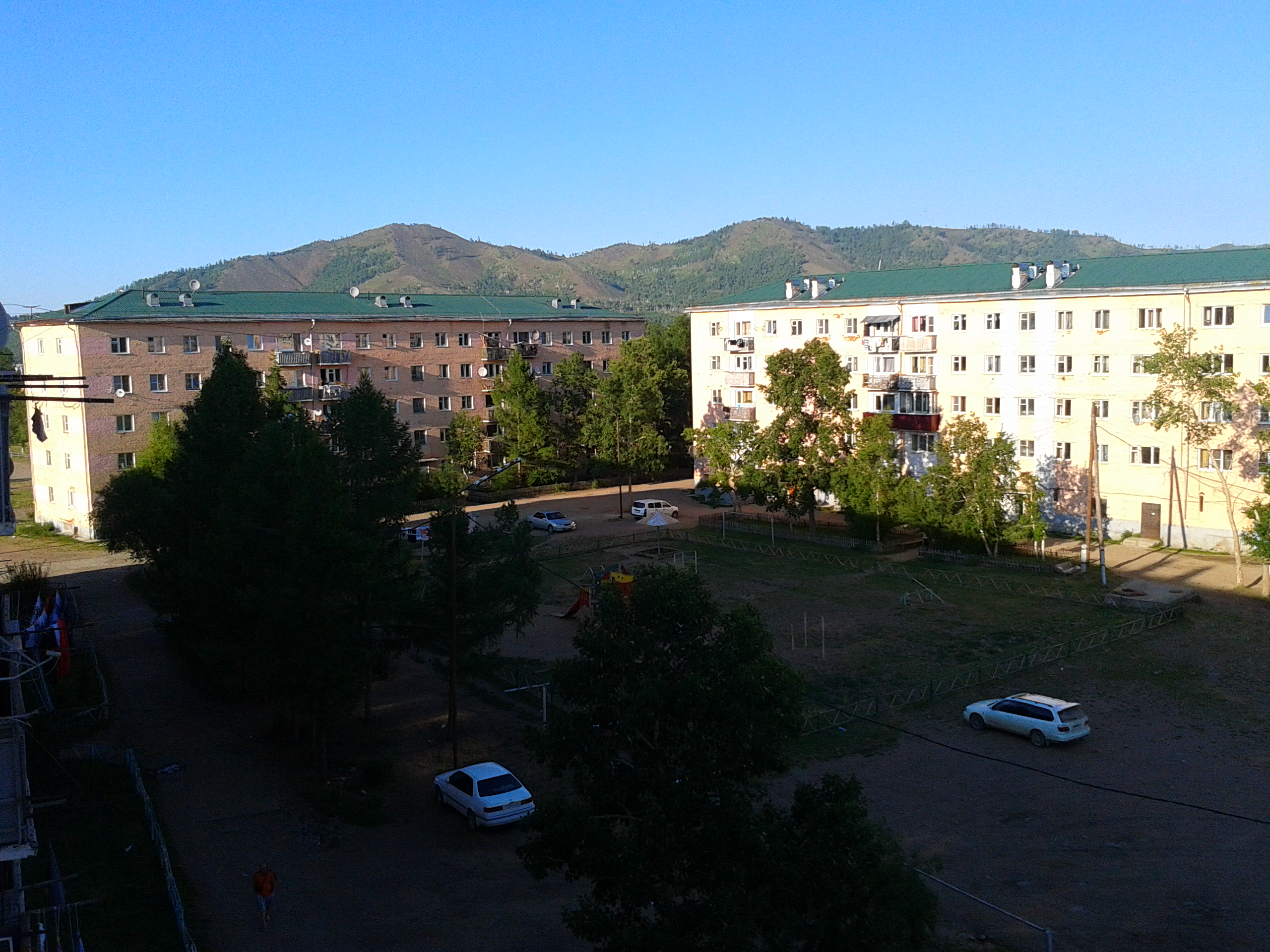
Жилые кварталы

| 1939    | 1959    | 1970    | 1979    | 1989    | 1992    | 1996    |
| ------- | ------- | ------- | ------- | ------- | ------- | ------- |
| 10 193  | ↗13 751 | ↘12 746 | ↗13 227 | ↗15 591 | ↗16 300 | ↘15 500 |
| 1998    | 2000    | 2001    | 2002    | 2003    | 2004    | 2005    |
| ↘15 000 | ↘14 600 | ↘14 500 | ↘12 675 | ↗12 700 | ↗12 900 | ↗13 000 |
| 2006    | 2007    | 2008    | 2009    | 2010    | 2011    | 2012    |
| ↗13 100 | →13 100 | ↗13 300 | ↘13 136 | ↘11 510 | ↘11 497 | ↗11 540 |
| 2013    | 2014    | 2015    | 2016    | 2017    | 2018    | 2019    |
| ↘11 493 | ↘11 455 | ↘11 369 | ↘11 234 | ↗11 249 | ↘11 164 | ↗11 195 |
| 2020    | 2021    | 2023    | 2024    |         |         |         |
| ↗11 204 | ↗11 365 | ↘11 054 | ↘10 928 |         |         |         |

На 1 января 2025 года по численности населения город находился на 892-м месте из 1124 городов Российской Федерации.

## Достопримечательности

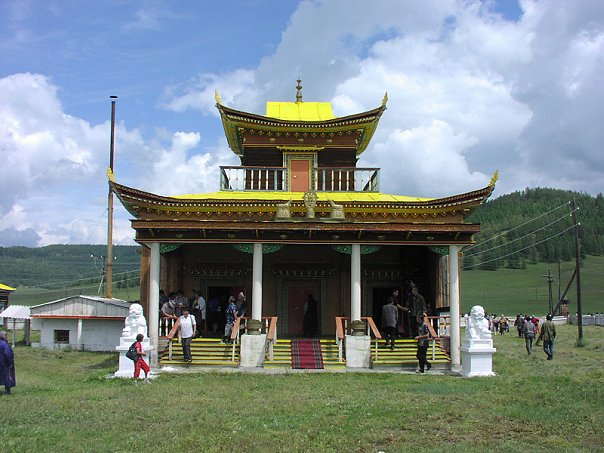
Маанин дуган

Центральный район состоит из типовых 3-5 этажных домов, остальную часть города занимает промзона и частный сектор.

### Городской парк
Восточнее центра города расположен городской парк и пансионат для ветеранов войны и труда «Горный воздух».

### Маанин дуган
При въезде в центр города находится Маанин дуган (улица Ленина, 14).

### Минеральный источник
В окрестностях города находится минеральный источник Шанаагай аршан.

### Никольская церковь
Никольская церковь — православный храм, относится к Улан-Удэнской епархии Бурятской митрополии Русской православной церкви. К югу от центра находится храм святителя Николая Чудотворца (улица Крупской, 5).

### Петропавловская церковь
Петропавловская церковь — православный храм, относится к Улан-Удэнской епархии Бурятской митрополии Русской православной церкви.

## Культура
Районный дворец культуры, школа искусств, библиотека

## Образование

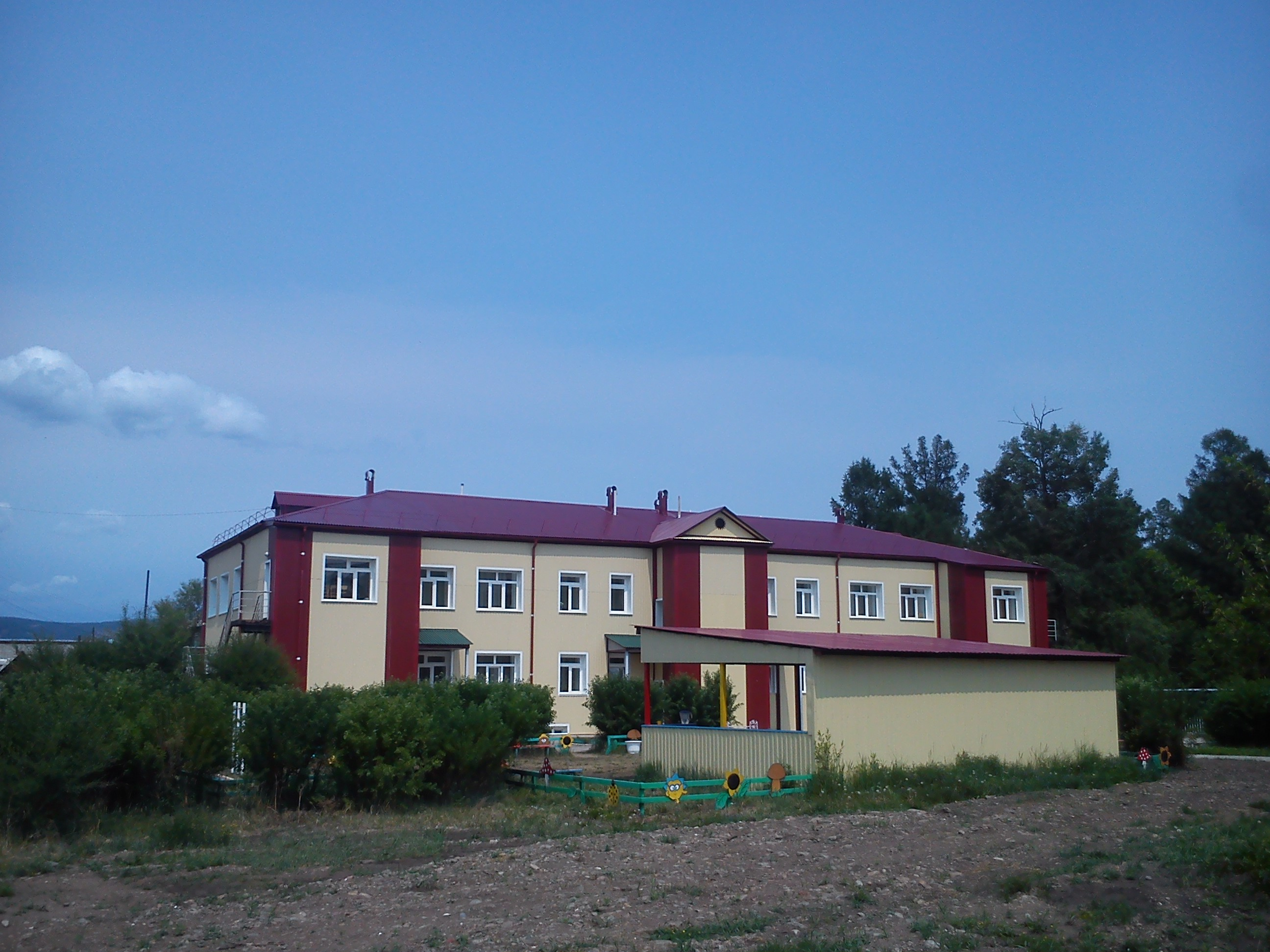
Детский сад № 2

### Дошкольное образование
- детский сад № 2 «Чебурашка»
- детский сад № 3 «Солнышко»
- детский сад № 10 «Дюймовочка»
- детский сад № 12 «Ягодка»
- детский сад № 15 «Туяна»

### Среднее образование

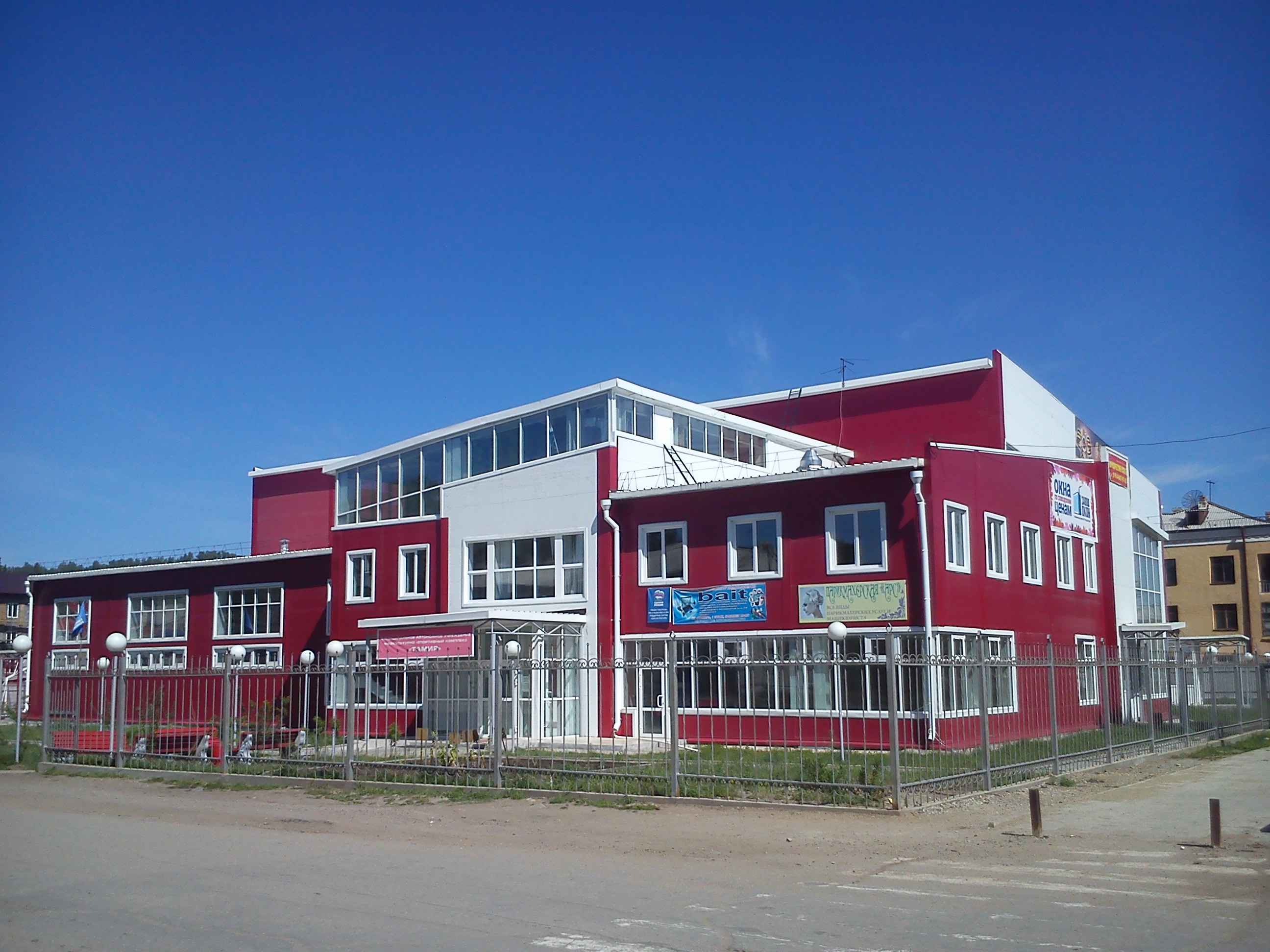
Спорткомплекс «Тамир»

- Средняя общеобразовательная школа № 1
- Средняя общеобразовательная школа № 4
- Средняя общеобразовательная школа № 5
- Специальная (коррекционная)общеобразовательная школа-интернат VIII вида

### Дополнительное образование
- центр дополнительного образования;
- учебно-производственный комбинат.

### Среднее специальное образование
- Агропромышленный техникум.

## Экономика

### Промышленность
Основные отрасли промышленности: горнодобывающая, пищевая.
Крупные предприятия:
- Джидинский вольфрамово-молибденовый комбинат — градообразующее предприятие. Рудные концентраты поступали в основном на заводы Урала. Закрылся в 1998 году
- Предприятие «Закаменск» — добыча и переработка отходов Джидинского ВМК
- Предприятие «Литейщик» — единственное в Бурятии производство, выпускающее запасные части для обогатительного и горно-шахтного оборудования.

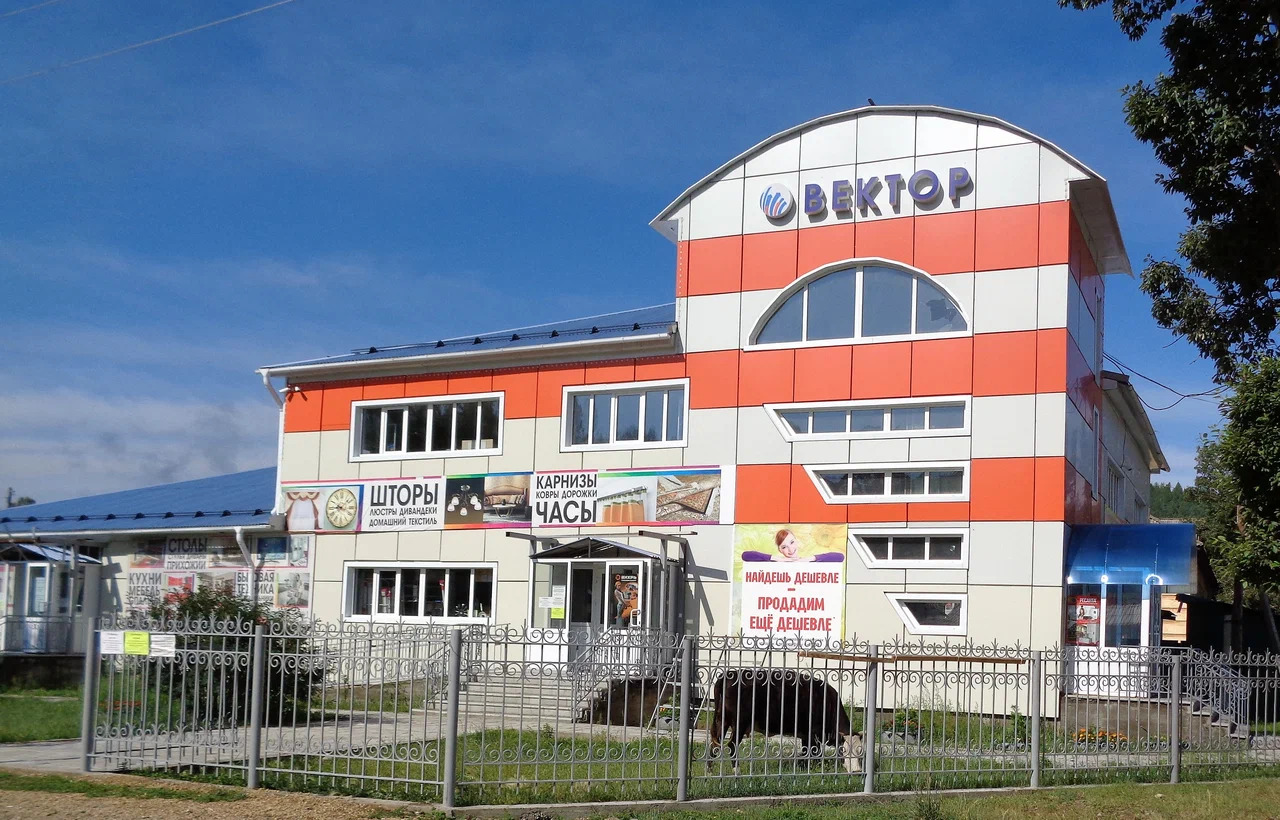
Торговый центр «Вектор»

- мясокомбинат
- пивзавод
- хлебозавод № 7

### Розничная торговля
- торговый центр «Абсолют»;
- торговый центр «Сеть техники»;
- торговый центр «Титан»;
- торговый центр «Экстра»;
- торговый центр «Вектор»;
- мясной рынок;
- гостиница и ресторан «Сона».
- торговый центр «Светофор»
- Мегатехника
- Все для дома

## СМИ

### Печать
- Вести Закамны — районная газета[57].

### Радио
- 963 кГц — Радио России / Бурятское Радио (Молчит)
- 66,68 МГц — Радио России / Бурятское Радио
- 101,8 МГц — Радио России / Бурятское Радио

## Сотовые операторы
- МегаФон
- МТС
- Билайн
- Теле2
- Yota

### Топографические карты
- Лист карты M-48-XIV. Масштаб: 1 : 200 000. Указать дату выпуска/состояния местности.